# Polyorycta secta
Polyorycta secta är en fjärilsart som beskrevs av Achille Guenée 1852. Polyorycta secta ingår i släktet Polyorycta och familjen nattflyn. Inga underarter finns listade i Catalogue of Life.